# Listor över svenska mästare i pardans
Denna artikel innehåller listor på svenska mästare i olika pardanser. 

## Svenska mästare i Standard
Svenska mästare sedan 1977
1977 - T. Solmell och L. Rasmusson
1978 - T. Solmell och L. Rasmusson
1979 - Lars och Lena Risberg
1980 - Hans och Elisabeth Sandström 
1981 - Göran Iraeus och Eva Lena Taxén
1982 - Gunnar Karlsson och Solveig Jansson 
1983 - Hans och Elisabeth Sandström 
1984 - Hans och Ingela Olson
1985 - Hans och Ingela Olson
1986 - Göran Nordin och Cathrine Andersson
1987 - Göran Nordin och Ann Jönsson
1988 - Hans-Erik Nygren och Marie Lindersson
1989 - Anders Skeini och Marianne Jacobi
1990 - Hans Erik Nygren och Marie Lindersson
1991 - Per Palmgren och Malin Karlsson
1992 - Per Palmgren och Malin Karlsson
1993 - Claus Wodstrup och Mia Öhrman Liljeberg
1994 - Stefan Assow och Frida Bergström
1995 - Stefan Assow och Frida Bergström
1996 - Stefan Assow och Frida Bergström
1997 - Björn och Katarina Törnblom
1998 - Christian Smith och Katja Lindholm
1999 - Christian Smith och Katja Lindholm
2000 - Björn Törnblom och Diana Helenson
2001 - Rolf Lindberg och Helena Fransson
2002 - Peter Broström och Maria Karlsson (nu Bild)
2003 - Peter Broström och Maria Karlsson (nu Bild)
2004 - Tobias Wallin och Elena Galagan
2005 - Gustaf Lundin och Valentina Oseledko
2006 - Gustaf Lundin och Valentina Oseledko
2007 - Gustaf Lundin och Valentina Oseledko
2008 - Gustaf Lundin och Valentina Oseledko
2009 - Yvo Eussen och Elisabeth Novotny
2010 - Yvo Eussen och Elisabeth Novotny
2011 - Yvo Eussen och Elisabeth Novotny
2012 - Yvo Eussen och Elisabeth Novotny
2013 - Jerzy Borowski och Kaja Jackowska
2020- Inget svenskt mästerskap pga Coronapandemin
2021 - Alieksandr Lavrov och Vilhelmina Lavrov (fd Bohlin)

## Svenska mästare Tiodans
Svenska mästare sedan 1980
1980 - Jan Gustafson och Marianne Zachrisson - Q & Q
1981 - Tomas Madsen och Lena Boman - BDK
1982 - Jan Carlsson och Cathrine Andersson - DKB
1983 - Tomas Persson och Marie Christensson - MSDK
1984 - Göran Nordin och Cathrine Andersson - Q & Q
1985 - Göran Nordin och Cathrine Andersson - Q & Q
1986 - Göran Nordin och Cathrine Andersson - Q & Q
1987 - Hans-Erik Nygren och Marie Lindersson - Q & Q
1988 - Göran Nordin och Ann Jönsson - BDK
1989 - Hans-Erik Nygren och Marie Lindersson - Q & Q
1990 - Anders Skeini och Marianne Jacobi - BDK
1991 - Thomas Persson och Samantha Harris - DSW
1992 - Per Palmgren och Malin Karlsson - Q & Q
1993 - Stefan Assow och Frida Bergström - Q & Q
1994 - Peter Broström och Maria Karlsson - Birka
1995 - Björn Törnblom och Katarina Törnblom - SSDK
1996 - Björn Törnblom och Katarina Törnblom - SSDK
1997 - Björn Törnblom och Katarina Törnblom - SSDK
1998 - Christian Smith och Katja Lindholm - Q & Q
1999 - Christian Smith och Katja Lindholm - Q & Q
2000 - Tobias Wallin och Maria Nyqvist - Q & Q
2001 - Tobias Wallin och Maria Nyqvist - Q & Q
2002 - Gustaf Lundin och Agnes Kazmierczak - GED
2003 - Larsa Sinclair och Rebecca Engman - GDSK
2004 - Larsa Sinclair och Rebecca Engman - GDSK
2005 - Jonathan Näslund och Henriette Andrésen - DKE/GED
2006 - Yvo Eussen och Elisabeth Novotny - Q & Q
2007 - Yvo Eussen och Elisabeth Novotny - Q & Q
2008 - Yvo Eussen och Elisabeth Novotny - Q & Q
2009 - Yvo Eussen och Elisabeth Novotny - Q & Q
2010 - Yvo Eussen och Elisabeth Novotny - Q & Q
2011 - Yvo Eussen och Elisabeth Novotny - Q & Q
2012 - Yvo Eussen och Elisabeth Novotny - Q & Q
2013 - Yvo Eussen och Elisabeth Novotny - Q & Q
2014 - Dawid Kaleta och Frida Steffensen - GED
2015 - Dawid Kaleta och Frida Steffensen - GED
2016 - Dawid Kaleta och Frida Steffensen - GED

## Svenska mästare Bugg
2000 - Peter Saari & Marie Wallstén - FDGH
2001 - Hans-Erik(Hasse) Mattsson och Marie Nahnfeldt (nu Mattsson) - EBBA
2002 - Niklas Gustafsson - Kristina Nyberg - LBH
2003 - Niklas Gustafsson - Kristina Nyberg - LBH
2004 - Nicklas Nyberg - Kristina Nyberg - BDF
2005 - Henric Stillman och Joanna Eriksson (nu Stillman) - EBBA
2006 - Benjamin Österlund och Angelica Källström - UBSS
2007 - Peter Stalfors och Marielle Andersson - DBB / BDF
2008 - Benjamin Österlund och Angelica Källström - UBSS
2009 - Benjamin Österlund och Angelica Källström - UBSS
2010 - Benjamin Österlund och Angelica Källström - UBSS
2011 - Johan Haag och Hanna Kupljen - UBSS
2012 - Johan Haag och Hanna Kupljen - UBSS
2013 - Benjamin Österlund och Angelica Källström - UBSS
2014 - Johan Haag och Hanna Kupljen - UBSS
2015 - Benjamin Österlund och Angelica Källström - UBSS
2016 - Karl Lettenström och Elizabeth Lindström - RS
2017 - Karl Lettenström och Elizabeth Lindström - RS
2018 - Karl Lettenström och Elizabeth Lindström - RS
2019 - Karl Lettenström och Elizabeth Lindström - RS
2021 - Benjamin Österlund och Angelica Källström - UBSS
2022 - Benjamin Österlund och Angelica Källström - UBSS
2023 - Benjamin Österlund och Angelica Källström - UBSS
2024 - Jacob Berggren och Nathalie Albrigtsen 

## Svenska mästare Dubbelbugg
1987 - Tommy Svärd, Ulla Ahlberg & Ann-Katrin Övergaard - TOP
1988 - Tommy Svärd, Ulla Ahlberg & Ann-Katrin Övergaard - TOP
1989 - Nils Burell, Ingalill Nilsson & Marianne Karlsson - UBSS
1990 - Kenth Dahl, Eva-Lena Svensson & Annika Wallin - JSDK
1991 - Kenth Dahl, Eva-Lena Svensson & Annika Wallin - JSDK
1992 - Per Strömberg, Marie Santesson & Tove Waldner - EBBA
1993 - Per Strömberg, Marie Santesson & Agneta Ekdahl - EBBA
1994 - Mattias Caspersen, Malin Caspersen & Therese Green - ÄDS
1995 - Christer Isberg, Ann Isberg & Mia Johansson - EBBA
1996 - Fredrik Fridh, Katja Paaso & Maria Malmsten - LBH
1997 - Patrick Schroderus, Anna Lidholm & Helena Norbelie - SSS
1998 - Mattias Caspersen, Elinor Karlsson & Malin David - ÄDS
1999 - Niklas Gustafsson, Kristina Nyberg & Anette Bengtsson - LBH
2000 - Mattias Caspersen, Elinor Karlsson & Malin David - ÄDS
2001 - Niklas Gustafsson, Anette Bengtsson & Kristina Nyberg - LBH
2002 - Alexander Larsson, Helena Classon & Petra Svensson - ENA/BDF
2003 - Daniel Wåhrenberg, Linda Johansson & Pernilla Bonny - EBBA/MAR
2004 - Magnus Olsson, Ann-Sofie Ågren & Helén Olsson - NIP
2005 - Nicklas Nyberg, Sandra Classon & Vanessa Campbell - BDF
2006 - Nicklas Nyberg, Sandra Classon & Vanessa Campbell - BDF
2007 - Nicklas Nyberg, Kristina Nyberg & Marielle Andersson - BDF
2008 - Nicklas Nyberg, Kristina Nyberg & Marielle Andersson - BDF
2009 - Niklas Kurvinen, Anette Schultzberg & Sara Erntsson - HED
2010 - Kim Malmberg, Alexandra Engdahl & Linda Melin - HED
2011 - Jesper Boberg, Sara Victorin & Rebecca Westerberg - DKM/ENA
2012 - Roberth Blom, Jennie Rönnbrant & Malin Rönnbrant - VKB
2013 - Linus Axelsson, Karolina Thid & Nathalie Albrigtsen - UBSS/WETT
2014 - Jonathan Haug, Elizabeth Lindström & Ida Hansson - DTC/RS
2015 - Linus Axelsson, Karolina Thid & Nathalie Albrigtsen - UBSS/WETT
2016 - Linus Axelsson, Karolina Thid & Hanna Kupljen - UBSS
2017 - Benjamin Österlund, Conrad Lindström & Matilda Lindgren - UBSS/BLÅA